# ルイジ・アービッブ・パスクッチ
ルイジ・アービッブ・パスクッチ（Luigi Arbib Pascucci、1909年10月30日 - 1942年12月5日）は、第二次世界大戦におけるイタリア王国陸軍の軍人。最終階級は大尉。戦車隊指揮官であり、第二次エル・アラメイン会戦で戦死した。

## 生涯
ローマ出身。ローマ・ラ・サピエンツァ大学経済学部を経て、1934年11月に陸軍に入隊。翌年少尉に昇進し、歩兵第51連隊附。
1936年2月、戦車兵科に転じ、特別編成師団「ラーギ」の所属としてイタリア領東アフリカの治安維持に派遣される。1937年6月、予備役に編入。
1941年、第二次世界大戦の勃発とともに召集され、翌1942年8月9日、第132装甲師団 アリエテの所属となり、戦車隊の一中隊長に任命される。
12月4日、「アリエテ」はエル・アラメイン西部近郊のビル・エル・アブド付近において英陸軍第22装甲旅団と対峙していた。翌日、彼の中隊は本隊主力がフーカへ撤退するまでの間、連隊左翼の死守を命じられ、英陸軍第8装甲旅団と対峙した。彼の中隊の駆るM13/40は、アフリカ前線におけるイタリア軍の主力であったが、時既に連合国と比較すると心細いものとなっていた。一方敵は中隊を圧倒的に凌駕していたかのように思われていたが、彼は防衛線を維持させ、本隊主力の撤退を無事成功させた。しかしその半面、中隊は孤立し、原隊への合流は最早不可能となった。
策尽きたパスクッチは、中隊の残存戦車11両を以てして敵主力に突撃を敢行。英軍側は不意の奇襲に阿鼻叫喚の相を呈した。パスクッチはなおも逃げ回る敵を追い回していたが、そのさなか敵弾を受け死亡した。33歳没。
戦闘が終わった後、彼の遺体は戦車の外に転がっているのが発見された。
死後、イタリア王国軍人として最も栄えある武功黄金勲章を追贈された。